# Lista de departamentos da província de Santa Fé
A província de Santa Fé, na Argentina, divide-se em departamentos, e estes por sua vez em municípios, que em alguns casos estendem-se por dois departamentos; para uma enumeração completa dos municípios pode consultar a lista de municípios de Santa Fé. Os departamentos têm uma função estatística, eleitoral e organizativa dos organismos de nível provincial, como por exemplo, a polícia.

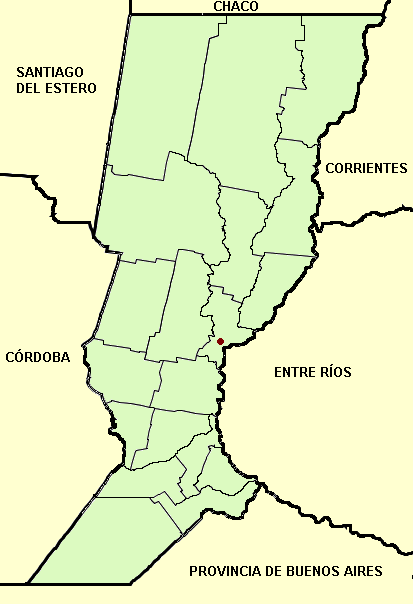
Divisão administrativa da província de Santa Fé e sua capital (ponto vermelho)

| Departamento     | Habitantes | Área       |
| ---------------- | ---------- | ---------- |
| Belgrano         | 41.449     | 2.386 km²  |
| Caseros          | 79.096     | 3.449 km²  |
| Castellanos      | 162.165    | 6.600 km²  |
| Constitución     | 83.045     | 3.225 km²  |
| Garay            | 19.913     | 3.964 km²  |
| General López    | 182.113    | 11.558 km² |
| General Obligado | 166.436    | 10.928 km² |
| Iriondo          | 65.486     | 3.184 km²  |
| La Capital       | 489.505    | 3.055 km²  |
| Las Colonias     | 95.202     | 6.439 km²  |
| Nueve de Julio   | 28.273     | 16.870 km² |
| Rosario          | 1.121.441  | 1.890 km²  |
| San Cristóbal    | 64.935     | 14.850 km² |
| San Javier       | 29.912     | 6.929 km²  |
| San Jerónimo     | 77.253     | 4.282 km²  |
| San Justo        | 40.379     | 5.575 km²  |
| San Lorenzo      | 142.097    | 1.867 km²  |
| San Martín       | 60.698     | 4.860 km²  |
| Vera             | 51.303     | 21.096 km² |